# Ван Чэнь
Ван Чэнь (род. в дек. 1950, Пекин) — китайский журналист и политик, член Политбюро ЦК КПК, первый по перечислению зампред ПК ВСНП с 2018 года, перед чем там же зампред и ответсекретарь с 2013 г.
Член ЦК КПК с 2002 года, член Политбюро с 2017 года. В 2002—2008 гг. президент «Жэньминь жибао». В 2008—2013 гг. заместитель заведующего Отделом пропаганды ЦК КПК и директор State Council Information Office.
Член КПК с дек. 1969 года, член ЦК КПК с 16 созыва, член Политбюро ЦК КПК 19-го созыва.

## Биография
По национальности ханец.
Трудовую деятельность начал в январе 1969 года.
Окончил кафедру журналистики Китайской АОН со степенью магистра.
С 1974 года репортёр «Гуанмин жибао», с 1986 года заместитель шеф-редактора, в 1995—2000 годах шеф-редактор.
В 2000—2001 годах заместитель заведующего Отделом пропаганды ЦК КПК.
В 2001—2003 гг. шеф-редактор «Жэньминь жибао», в 2002—2008 гг. её президент.
В 2008—2013 гг. вновь заместитель заведующего Отделом пропаганды ЦК КПК.
Также в те же годы директор State Council Information Office и с 2011 года директор новоучреждённой Государственной канцелярии по делам интернет-информации.
C марта 2013 года зампред и ответсекретарь ПК ВСНП 12 созыва. С марта 2018 г. первый по перечислению зампред ПК ВСНП. Член постоянного комитета президиума 20-го съезда КПК.